# شادمحلة (بايين خيابان ليتكوة)
شادمحلة (بالفارسية: شادمحله) هي قرية تقع في إيران في قسم بایین خیابان لیتکوة الريفي. يقدر عدد سكانها بـ 1703 نسمة بحسب إحصاء 2016.